# Aglaia densitricha
Aglaia densitricha är en tvåhjärtbladig växtart som beskrevs av C.M. Pannell. Aglaia densitricha ingår i släktet Aglaia och familjen Meliaceae. Inga underarter finns listade i Catalogue of Life.